# Apatovec
Apatovec je naselje u Koprivničko-križevačkoj županiji. Upravnom organizacijom pripada gradu Križevcima. 

## Stanovništvo
| broj stanovnika | 707   | 670   | 738   | 785   | 899   | 901   | 911   | 952   | 894   | 886   | 845   | 722   | 583   | 464   | 426   | 350   | 287   |
|                 | 1857. | 1869. | 1880. | 1890. | 1900. | 1910. | 1921. | 1931. | 1948. | 1953. | 1961. | 1971. | 1981. | 1991. | 2001. | 2011. | 2021. |

## Promet
Kroz ovo selo prolazi planinarski put br. 29 prema Kalniku. Osam kilometara od Koprivnice u dijelu istočnog Kalnika, na koti Pesek (295 m) nalazi se planinarska kuća "Rudi Jurić". Ona je na trasi Koprivničkog planinarskog puta. Od nje vodi označena markirana planinarska staza preko Vrhovca Sokolovačkog, Malog Botinovca, Apatovca, Stupa i Vratna do planinarskog doma na Kalniku (sedam sati hoda). Koprivnički planinarski put proteže se dijelom istočnog Kalnika a dijelom zapadnim predjelima Bilogore.
Apatovec i Slanje su spojeni makadamskom cesto sa šumskim predjelom Vratno, kroz kojeg ide stara rimska cesta, koja koja duboko na sjever zasjeca greben planine, od početnih 220 metara, pa sve do iznad 350 metara. Tim je putem moguće do Ludbrega i Koprivnice. 
Kod ovog sela se nalazi izvor mineralne vode, Apatovečko vrelo. Danas se puni pod nazivom Kalnička, a na sjeveru su Varaždinske Toplice, što sve govori da se ispod planine Kalnika nalaze aktivne stijene. 
Tri i pol sata hoda planinarskim stazama zapadno od apatovečkog izvora se nalazi Stari grad Veliki Kalnik.